# 科爾布魯克 (新罕布什爾州普查規定居民點)
科爾布魯克（英語：Colebrook）是位於美國新罕布什爾州庫斯縣的普查規定居民點。

## 人口
根據2020年美國人口普查的數據，科爾布魯克的面積為6.97平方千米，當中陸地面積為6.78平方千米，而水域面積為0.19平方千米。當地共有人口1201人，而人口密度為每平方千米172.31人。